# Aulacoderus platypennis
Aulacoderus platypennis es una especie de coleóptero de la familia Anthicidae.

## Distribución geográfica
Habita en Sudáfrica.